# Pesche dolci
Le pesche dolci, o anche peschine, pesche all'alchermes o finte pesche all'alchermes, sono un dolce diffuso in più parti d'Italia e di origini incerte. Il nome deriva dal fatto che il dolce ricorda la forma e il colore della pesca, pur non avendo tale frutto tra gli ingredienti.

## Storia
Benché le origini del dolce siano incerte, molti sostengono che, dopo essere nato nell'Appennino tosco-emiliano, si sarebbe diffuso in entrambe le pianure ai lati della catena montuosa. Prima che assumessero i connotati odierni, le pesche venivano preparate utilizzando liquori diversi dall'alchermes (bevanda usata per insaporire dolci, diffusa in Emilia-Romagna, prodotta a Firenze dal 1743) e avevano una consistenza più secca oltre che un aroma più alcolico.
In Toscana le pesche al cioccolato venivano preparate dalle donne durante il periodo quaresimale in attesa della Pasqua, così come la schiaccia livornese, i baci meringhe e le ciambelle.
Nell'immediato secondo dopoguerra, i contadini preparavano il dolce servendosi di gusci di noci a mo' di stampi e lo infarcivano con la mandorla del nocciolo di pesca per mettere in risalto la somiglianza con il frutto. Secondo un dizionario delle cucine regionali pubblicato nel 2010, questa usanza è viva ancora oggi.
Oltre che nell'Appennino tosco-emiliano e in quello tosco-romagnolo, le pesche all'alchermes sono diffuse nel Sud Italia. La specialità è inoltre particolarmente legata ad Acquaviva Picena, nelle Marche.

## Descrizione
Le finte pesche all'alchermes sono dolci costituiti da un morbido corpo di pasta frolla ripieno di cioccolato o più comunemente da crema pasticcera. Il colore rosato e l'effetto ”buccia di pesca” sono dati da un bagno nell'alchermes, poi si accoppiano due metà e si impanano delicatamente nello zucchero semolato. Nella tradizione pasticcera si decorano con un punto di crema e una ciliegia rossa candita.
In Toscana le pesche con la crema pasticciera hanno forma quasi cilindrica e le dimensioni di un pasticcino.
Le pesche dolci messinesi non contengono l'alchermes e sono decorate con una ciliegia e della pasta reale.